# Loxophlebia geminata
Loxophlebia geminata är en fjärilsart som beskrevs av William Schaus 1905. Loxophlebia geminata ingår i släktet Loxophlebia och familjen björnspinnare. Inga underarter finns listade i Catalogue of Life.